# Ciudad justa

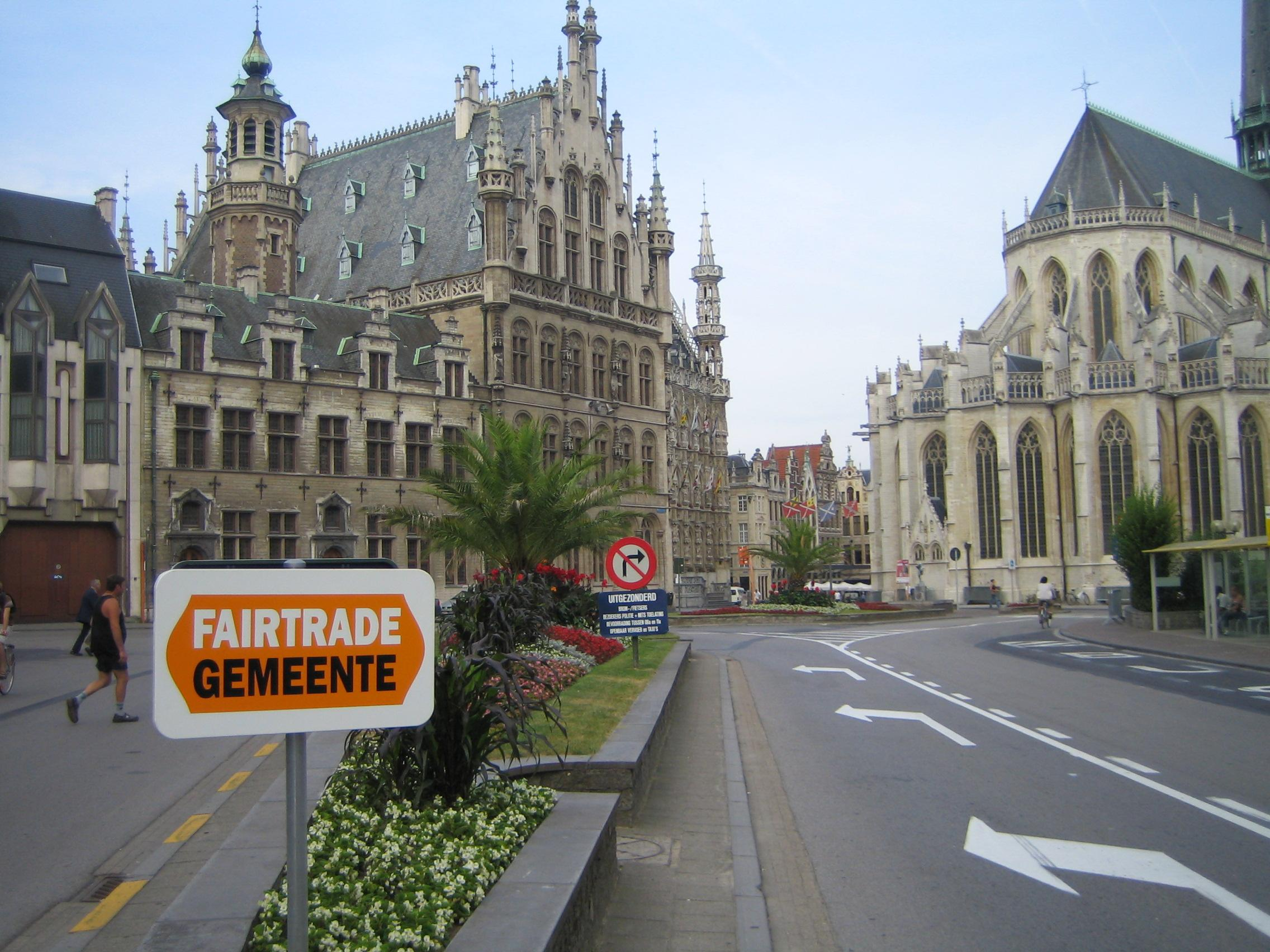
Una ciudad justa en Europa

Una ciudad justa o localidad justa es un modelo de localidad comprometida con el comercio justo. En ella se puede encontrar este tipo de productos en edificios públicos, comercios, empresas, la comunidad educativa y el tejido asociativo.
La distinción de ciudad por el comercio justo se entrega cuando se cumplen 5 criterios, y en cada país hay una entidad encargada de otorgarla, como Iniciativas de Economía Alternativa y Solidaria (IDEAS) en España, Fairtrade Foundation en el Reino Unido, TransFair Canada en Canadá, etcétera. Por extensión, también existen reconocimientos específicos para colegios y universidades. 
Así mismo, Ideas tiene colaboradores locales como Emaús Fundación Social, Ayuda en Acción, Caritás, Copade, entre otros, que promocionan a nivel local el programa.

## Historia
El movimiento internacional de ciudades por el comercio justo surgió en el año 2000, cuando un grupo de voluntarios de la localidad inglesa de Gartang se unieron para introducir productos de comercio justo en diferentes espacios de la ciudad como colegios, empresas, tiendas, cafeterías y en edificios públicos del ayuntamiento. Así se autoproclamaron la primera ciudad por el comercio justo del mundo.
Esta idea se ha ido extendiendo internacionalmente. En enero del 2010 había más 800 localidades con este estatus, entre las que se encuentran Roma, Bruselas, París y Dublín. En España, la ciudad de Córdoba consiguió este estatus en abril del 2008, siendo la primera ciudad española que cumple con los cinco criterios necesarios para recibir la distinción. Desde entonces, Torrelavega, León, Madrid, Puerto Real, Orihuela, Málaga, Laredo, Bilbao, Guecho y Legazpia han conseguido ser ciudades por el comercio justo en España.

## Criterios
Para recibir el título de ciudad justa se deben de cumplir 5 criterios:
1. Aprobar una resolución administrativa favorable al comercio justo y al consumo de este tipo de productos por parte del ayuntamiento.
2. Ofrecer productos de comercio justo en cafés, restaurantes y tiendas de la ciudad.
3. Compromiso del sector privado y el tejido asociativo para introducir este tipo de productos en su consumo interno.
4. Crear un grupo de trabajo local que coordine el programa.
5. Comunicar y sensibilizar sobre el comercio justo a la ciudadanía.